# Pseudoscolopia polyantha
Pseudoscolopia polyantha là một loài thực vật có hoa trong họ Liễu. Loài này được Gilg miêu tả khoa học đầu tiên năm 1917.